# Антропово (Тюменская область)
Антропово — село в Нижнетавдинском районе Тюменской области. 
Расстояние от села Антропово до районного центра — села Нижняя Тавда — составляет 30 км. По данным 2017 года, в селе 74 двора, население — 226 человек.
Было основано в 1837 году. Деревня стоит на берегу реки Тавда. До 1999 года в Андропове действовала церковь велась сельскохозяйственная деятельность. До 2012 года действовала пилорама по заготовке досок и других пиломатериалов. Также до 2013 года работал клуб.  
В деревне есть магазин, и библиотека. Начальная школа до 4 классов была расформирована в 2017 году.

## Население
| 2010 |
| ---- |
| 206  |